# Вигнановиці
Вигнановіце (пол. Wygnanowice) — село в Польщі, у гміні Рибчевиці Свідницького повіту Люблінського воєводства.
Населення — 256 осіб (2011).

## Демографія
Демографічна структура станом на 31 березня 2011 року:
|          | Загалом | Допрацездатний вік | Працездатний вік | Постпрацездатний вік |
| -------- | ------- | ------------------ | ---------------- | -------------------- |
| Чоловіки | 97      | 21                 | 64               | 12                   |
| Жінки    | 159     | 24                 | 85               | 50                   |
| Разом    | 256     | 45                 | 149              | 62                   |